# Monday Kiz
Monday Kiz（韓文：먼데이 키즈） 2005年由金敏秀及李眞聲一同組成，以《Bye Bye Bye》專輯出道，2008年8月因金敏秀車禍離世，李眞聲以獨立歌手身份發展，之後2010年加入韓承熙한승희、林韓星임한별兩位新成員重新組成Monday Kiz組合，於2010年4月20日發行單曲《New Sentimental》，並於5月20日出第四輯 ru:t;，專輯注明 3 + 1，藉此紀念已逝金敏秀。

## 組合專輯
- 2005年：《Bye Bye Bye》
- 2007年：《El Condor Pasa》
- 2007年：《Incompletion》
- 2008年：《Inside Story》
- 2008年：《Recollection》
- 2010年：《4輯 -  ru:t 3+1》
- 2011年：《Memories Cantare》
- 2011年：《The Ballad》
- 2012年：《Nostalgia (Remake Album)》
- 2013年：《Vol.5 - Unfinished》

## 電視劇原聲
- 2006年：MBC《狼》
- 2006年：SBS《再次微笑》
- 2006年：KBS《透明人間崔長洙》
- 2008年：MBC《New Heart》（李鎮成與M to M的崔正煥合作）
- 2008年：KBS《單身爸爸戀愛中》（李鎮成個人作品）
- 2008年：MBC《貝多芬病毒》（李鎮成個人作品）
- 2010年：SBS《檢察官公主》
- 2012年：MBC《擁抱太陽的月亮》
- 2018年：OCN《操心》
- 2018年：KBS2《一起生活吧》
- 2018年：MBC《離別已別離》
- 2018年：SBS《致親愛的法官大人》
- 2018年：tvN《雞龍仙女傳》（Feat.사야 (SAya!)）
- 2019年：tvN《德魯納酒店》
- 2020年：SBS《浪漫醫生金師傅2》
- 2021年：KBS2《花開時想月》
- 2022年：SBS《成為你的夜晚》
- 2022年：Disney+《單戀原聲帶》

## 其他
- 2006年：《Who's NEXT In 2006》（與建宇合作）
- 2006年：《사이언스코리아 운동 주제가 - 과학으로 만든 세상》
- 2006年：《Love Actually》（以Voice One名義，與張惠珍及一樂合作）
- 2007年：《NA2ZEN》（李鎮成與崔賢俊合作）
- 2007年：《Travel #1》（李鎮成以Voice One名義，與張惠珍及一樂合作）
- 2008年：《Friendship》（李鎮成與V.O.S.及一樂合作）

## 外部連結
- NAVER 
- 歌迷網頁（页面存档备份，存于） 